# William Martin (tirador)
William Brittain Martin (Elizabeth, Nova Jersey, 13 de maig de 1866 - Elizabeth, 22 de gener de 1931) va ser un tirador estatunidenc que va competir a principis del segle xx.
El 1908 va prendre part en els Jocs Olímpics de Londres, on disputà una sola prova del programa de tir, la de rifle militar per equips, en què guanyà la medalla d'or